# Торріш-Новаш
То́рріш-Но́ваш (порт. Torres Novas; МФА: [ˈto.ʁɨʒ ˈno.vɐʃ], То́рріж-Но́ваш) — муніципалітет і місто в Португалії, в окрузі Сантарен. Розташований у центрально-західній частині країни, на теренах історичної португальської провінції Ештремадура. Належить до Сантаренської діоцезії Католицької церкви в Португалії. Права міського самоврядування має з 1190 року. Поділяється на 10 парафій. За адміністративним поділом, чинним до 1976 року, був складовою провінції Рібатежу. Площа муніципалітету — 270 км², населення муніципалітету — 36338 ос. (2013); густота населення — 134,59 осіб/км²
. Патрон — Спаситель. Святковий день муніципалітету — 1-й четвер після Вознесіння. Поштовий індекс — 2350.  Код місцевої адміністративної одиниці — 1419. Складова статистичного регіону Центр.

## Географія
Торріш-Новаш розташований в центрі Португалії, в центрі округу Сантарен.
Торріш-Новаш межує на північному сході — з муніципалітетом Орен, на сході — з муніципалітетами Томар, Віла-Нова-да-Баркіня і Ентронкаменту, на південному сході — з муніципалітетом Голеган, на півдні — з муніципалітетом Сантарен, на заході — з муніципалітетом Алканена.

## Історія
1190 року португальський король Саншу I надав Торріш-Новашу форал, яким визнав за поселенням статус містечка та муніципальні самоврядні права.

## Населення
| Кількість мешканців | Кількість мешканців | Кількість мешканців | Кількість мешканців | Кількість мешканців | Кількість мешканців | Кількість мешканців | Кількість мешканців | Кількість мешканців | Кількість мешканців | Кількість мешканців | Кількість мешканців | Кількість мешканців | Кількість мешканців | Кількість мешканців | Кількість мешканців |
| ------------------- | ------------------- | ------------------- | ------------------- | ------------------- | ------------------- | ------------------- | ------------------- | ------------------- | ------------------- | ------------------- | ------------------- | ------------------- | ------------------- | ------------------- | ------------------- |
| 1864                | 1878                | 1890                | 1900                | 1911                | 1920                | 1930                | 1940                | 1950                | 1960                | 1970                | 1981                | 1991                | 2001                | 2011                |                     |
| 19 709              | 23 081              | 25 481              | 28 135              | 31 769              | 31 983              | 33 892              | 37 114              | 38 220              | 36 732              | 35 780              | 37 399              | 37 692              | 36 908              | 36 717              |                     |